# Concerto

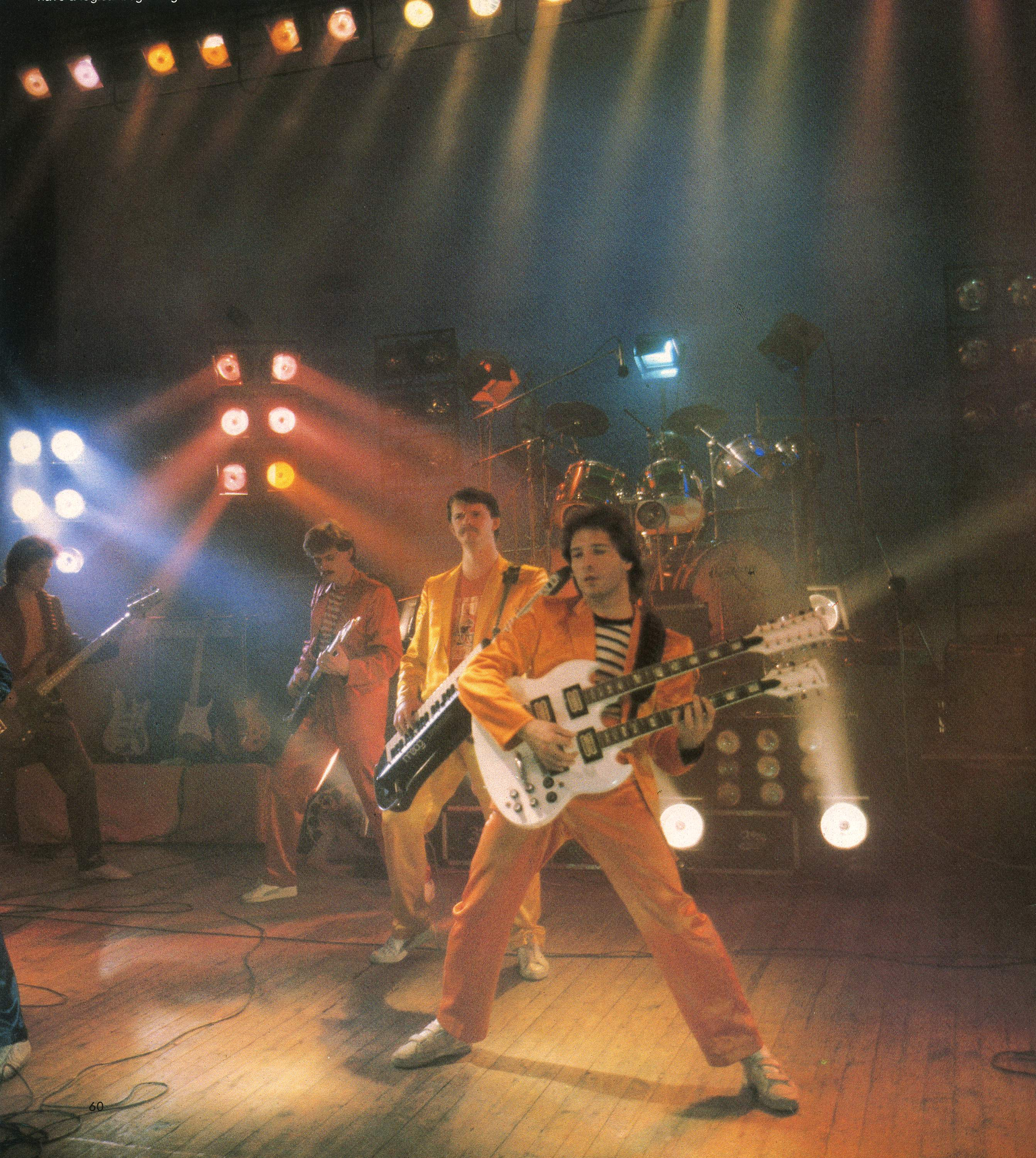
Un concerto del gruppo sovietico Zemlyane, in un'illustrazione su Soviet Life, nel numero dell'ottobre 1984.

Un concerto è un'esibizione musicale dal vivo di qualsiasi genere, vocale e/o strumentale di un artista (cantante, cantautore, musicista, rapper, strumentista ecc.), un gruppo musicale, un'orchestra, una banda, qualsiasi musicista o gruppo di musicisti.

## Caratteristiche

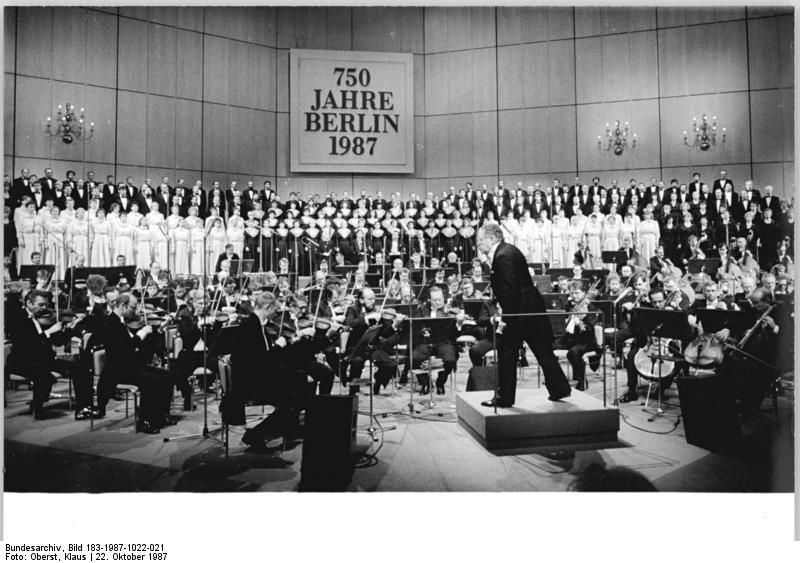
Un concerto.

Il concerto può effettuarsi in qualsiasi tipo di spazio o struttura con gli adeguati requisiti per poterlo ospitare, normalmente su un palcoscenico collocato all'interno di un teatro, uno stadio, una piazza (solitamente un concerto in piazza è gratuito), un'arena coperta, ecc. Sul palcoscenico vengono sistemati i vari strumenti musicali (back line) necessari per l'esecuzione dal vivo, gli impianti audio/luci, le scenografie, le apparecchiature per gli effetti speciali. Un concerto è anche chiamato "live".
La sequenza di concerti di uno stesso artista o gruppo in varie località è chiamata tour o tournée.
L'organizzazione di un concerto comprende varie fasi necessarie per la sua buona riuscita:
1. Promozione e comunicazione.
2. Eventuale prevendita dei biglietti.
3. Richiesta delle autorizzazioni e predisposizione della documentazione tecnica prevista dalle norme.
4. Montaggio dell'attrezzatura necessaria per la sua effettuazione (palco, audio, luci, video, scenografie, mixer, caveria, fornitura elettrica, ecc.) ed allestimento dello spazio per il pubblico (eventuali sedie ignifughe agganciabili, tappeti di copertura per parquet in palasport o manti erbosi negli stadi, transennamenti, bagni chimici all'aperto, ecc.).
5. Prove tecniche (taratura impianti audio, prove luci, sound check con i musicisti).

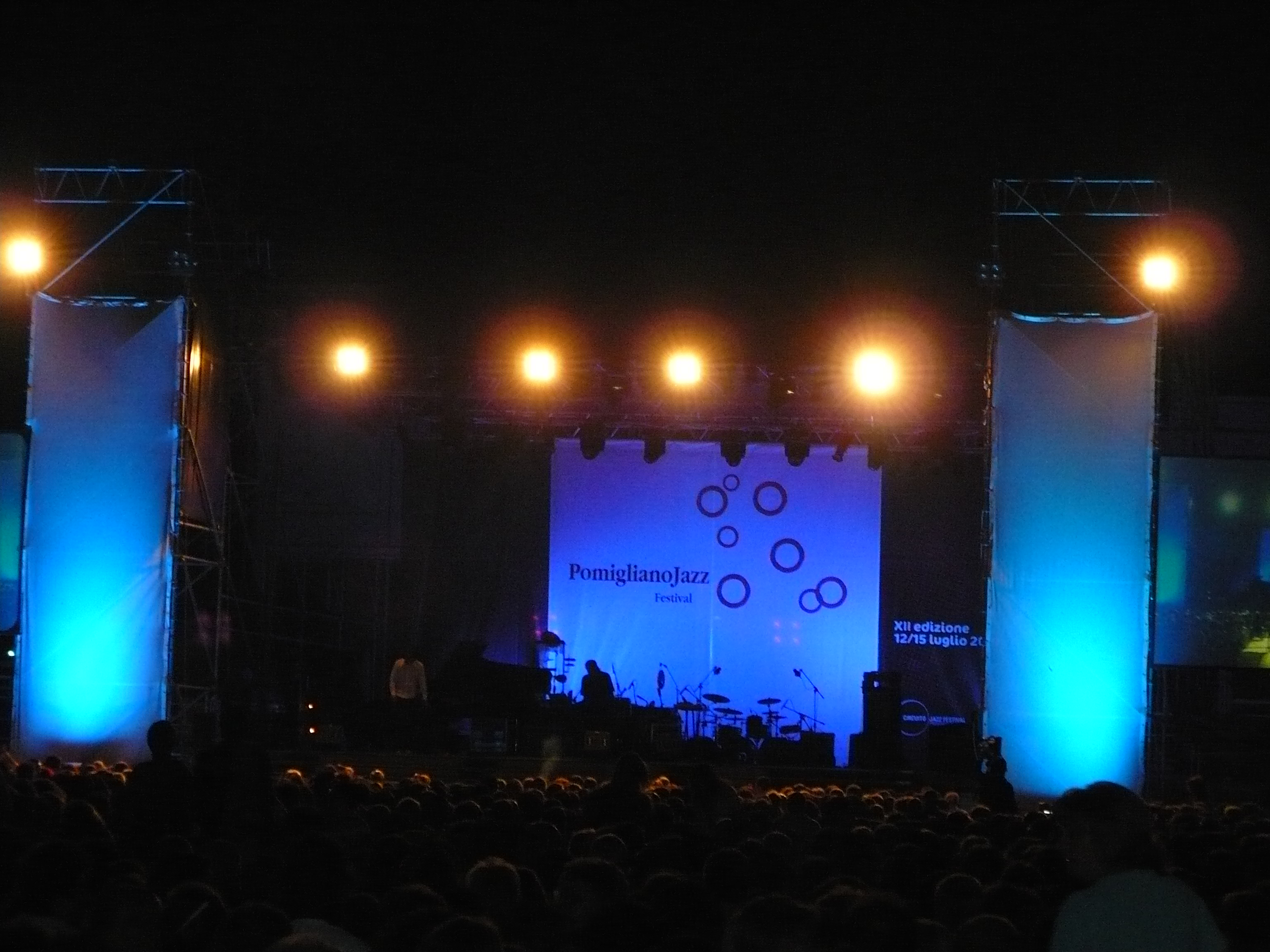
Il palco del Pomigliano Jazz Festival 2007.

6. Esecuzione dei brani.
7. Smontaggio delle attrezzature.

## Nel mondo
Il tour che ha incassato di più nella storia della musica è lo U2 360º Tour degli U2 finito il 30 luglio 2011, ha superato il record di incassi fatto dai The Rolling Stones con il loro A Bigger Bang Tour,
Alcuni dei concerti più famosi nella storia della musica leggera e rock sono stati:
- Concerto dei Beatles sul tetto (The Beatles, studi della Apple Corps a Londra, 30 gennaio 1969)
- Live at Wembley Arena (ABBA, ABBA: The Tour, Stadio di Wembley originale di Londra, 5 - 10 novembre 1979)[2]
- Live Aid (vari artisti, Stadio di Wembley originale di Londra e Filadelfia, 13 luglio 1985)
- Pink Floyd a Venezia: Un Concerto per l'Europa (Pink Floyd, Bacino San Marco a Venezia, 15 luglio 1989)

### Italia
Secondo la legislazione italiana, l'organizzatore (detto anche promoter musicale) di un concerto affinché sia autorizzato con apposita Licenza di Polizia Amministrativa (ex T.U.L.P.S.) deve rispettare le norme previste, il cui controllo è affidato alle Commissioni Provinciali di Vigilanza sui Locali di Pubblico Spettacolo (CPVLPS) facenti capo alle Prefetture. Tra le condizioni di sicurezza necessarie, le principali riguardano le caratteristiche tecniche di palco, attrezzatura ed impianti elettrici, la presenza di opportune uscite di sicurezza (libere, visibili e segnalate), quella di vigili del fuoco ed estintori nei pressi del palco ed in tutta la struttura, l'uso di canaline passacavo per i cavi nella sala e di transenne per delimitare zone a rischio, la presenza di ambulanza e medici, l'opportuna quantità di servizi igienici (bagni chimici ove non esistenti), la disponibilità di un'area per disabili, ecc.
In Italia i maggiori promoter e produttori di concerti hanno fondato nel 1996 a Firenze Assomusica, l'associazione italiana degli organizzatori e produttori di spettacoli musicali dal vivo. Molte le manifestazioni esistenti (rassegna, festival, festività religiose, ecc.) che presentano concerti.

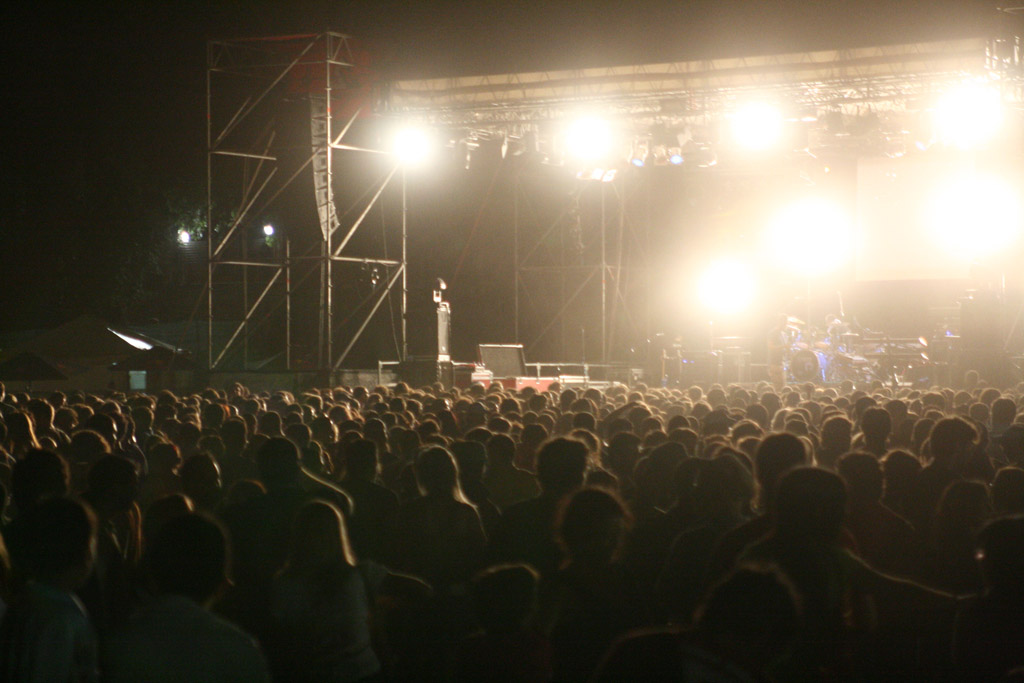
Pubblico a un concerto

Tra i concerti più importanti che si effettuano in Italia ogni anno c'è il Concerto del Primo Maggio in piazza San Giovanni a Roma.
Nel luglio 2017 si è tenuto il Modena Park 2017, il più imponente concerto mai tenutosi in Italia (oltre 220.000 spettatori) e, al 2023, il terzo con più spettatori a pagamento al mondo.